# Онопа, Николай Савельевич
Николай Савельевич Онопа (1913—1962) — Гвардии старшина Рабоче-крестьянской Красной Армии, участник Великой Отечественной войны, Герой Советского Союза (1945).

## Биография
Родился 18 ноября 1913 года в селе Василевка (ныне — Александрийский район Кировоградской области Украины). После окончания начальной школы работал в колхозе. В августе 1939 года Онопа был призван на службу в Рабоче-крестьянскую Красную Армию. Окончил полковую школу. С начала Великой Отечественной войны — на её фронтах. За время войны три раза был ранен.
К декабрю 1944 года гвардии старшина Николай Онопа был помощником командира взвода 107-го гвардейского стрелкового полка 34-й гвардейской стрелковой дивизии 4-й гвардейской армии 3-го Украинского фронта. Отличился во время освобождения Югославии и Венгрии. В декабре 1944 года Онопа переправился через Дунай в районе города Апатин и принял активное участие в боях за захват и удержание плацдарма на его берегу, уничтожив 25 солдат и офицеров противника, и ещё 9 захватив в плен. В январе 1945 года в бою за венгерскую станцию Банхида в составе группы Онопа отразил сорок немецких контратак, уничтожив вместе со своими товарищами 1 танк, 3 БТР, около 80 солдат и офицеров противника.
Указом Президиума Верховного Совета СССР от 29 июня 1945 года за «образцовое выполнение боевых заданий командования на фронте борьбы с немецкими захватчиками и проявленные при этом мужество и героизм» гвардии старшина Николай Онопа был удостоен высокого звания Героя Советского Союза с вручением ордена Ленина и медали «Золотая Звезда» за номером 4972.
После окончания войны Онопа был демобилизован. Вернулся на родину, работал в колхозе. Скоропостижно скончался 17 февраля 1962 года, похоронен в посёлке Павлыш Онуфриевского района Кировоградской области Украины.
Был также награждён рядом медалей.